# Simon Noah Bikié
Simon Noah Bikié, encore affectueusement appelé Papa Tara, est le père de Zacharie Noah et le grand-père de Yannick Noah pour qui il interprète en 2000 la chanson Simon Papa Tara.

## Biographie

### Origine et débuts
Simon Noah Bikié est né en 1901 au Cameroun. Il est notable et s'investit en politique. Chef très respecté, le patriarche de la famille Noah marque fortement ses descendants. Il influencera ainsi son fils Zacharie Noah qui, après l'interruption brusque de sa carrière de footballeur à Sedan, ramène femme (alors institutrice) et enfant (Yannick Noah) à poursuivre leurs vies dans leur village d'Etoudi, en banlieue nord de Yaoundé.

### Parcours
Simon Noah Bikié mène une carrière commerciale et est un grand homme d'affaires. Yannick Noah le rend notoire en 2000 avec Simon Papa Tara, une chanson qui le place en tête des charts et où il évoque son grand-père, chef du village d'Etoudi, qui vit en lui. Chose que le monde ne comprend pas.

« Oui je sais que tu vis en moi. Tu sais, grand-père, ici, ils ne croient pas à ces choses-là. »

Simon Noah Bikié est le chef de village à Etoudi, quartier au nord de Yaoundé où se trouve le palais présidentiel d'Etoudi. Il avait fait partie d’un régiment de tirailleurs du Cameroun lors de la Seconde Guerre mondiale,.
Simon Noah Bikié, pionnier, a été marié à Élisabeth Mekongo; avec laquelle il a eu des fils dont Zacharie Noah. Avant sa mort, il vit en couple avec Jacqueline Essengué avec laquelle il a aussi plusieurs enfants.
Simon Noah Bikié meurt le 6 avril en 1984. Il sera tué à un barrage de contrôle lors de la tentative de coup d'État de 1984 au Cameroun, alors qu'il se trouve au volant de sa voiture.